# ActionNow!
ActionNow! was een Nederlandse televisiezender die van 16 mei 2006 tot 31 mei 2009 uitzond op digitale televisie. De zender zond dagelijks uit tussen 19.00 - 3.00 uur en bestond uit 50% actie-, 20% thriller-, 20% sciencefiction- en 10% martialartsfilms. 
ActionNow! was eigendom van het Nederlandse TV4U B.V. De zender was gericht op de Benelux en zond geen reclamespots uit onder of tussen films. Het signaal werd verspreid via kabel-, satelliet en DSL. Anno 2008 konden abonnees van CAIW, CanalDigitaal, en Interactieve televisie (van KPN) ActionNow! ontvangen. Abonnees van digitale televisie van Ziggo konden de filmzender ontvangen tot 12 november 2008 (niet in het basispakket), toen de kabelaar stopte het signaal door te geven.